# Dolomedes boiei
Dolomedes boiei là một loài nhện trong họ Pisauridae.
Loài này thuộc chi Dolomedes. Dolomedes boiei được Carl Ludwig Doleschall miêu tả năm 1859.